# Masło klarowane

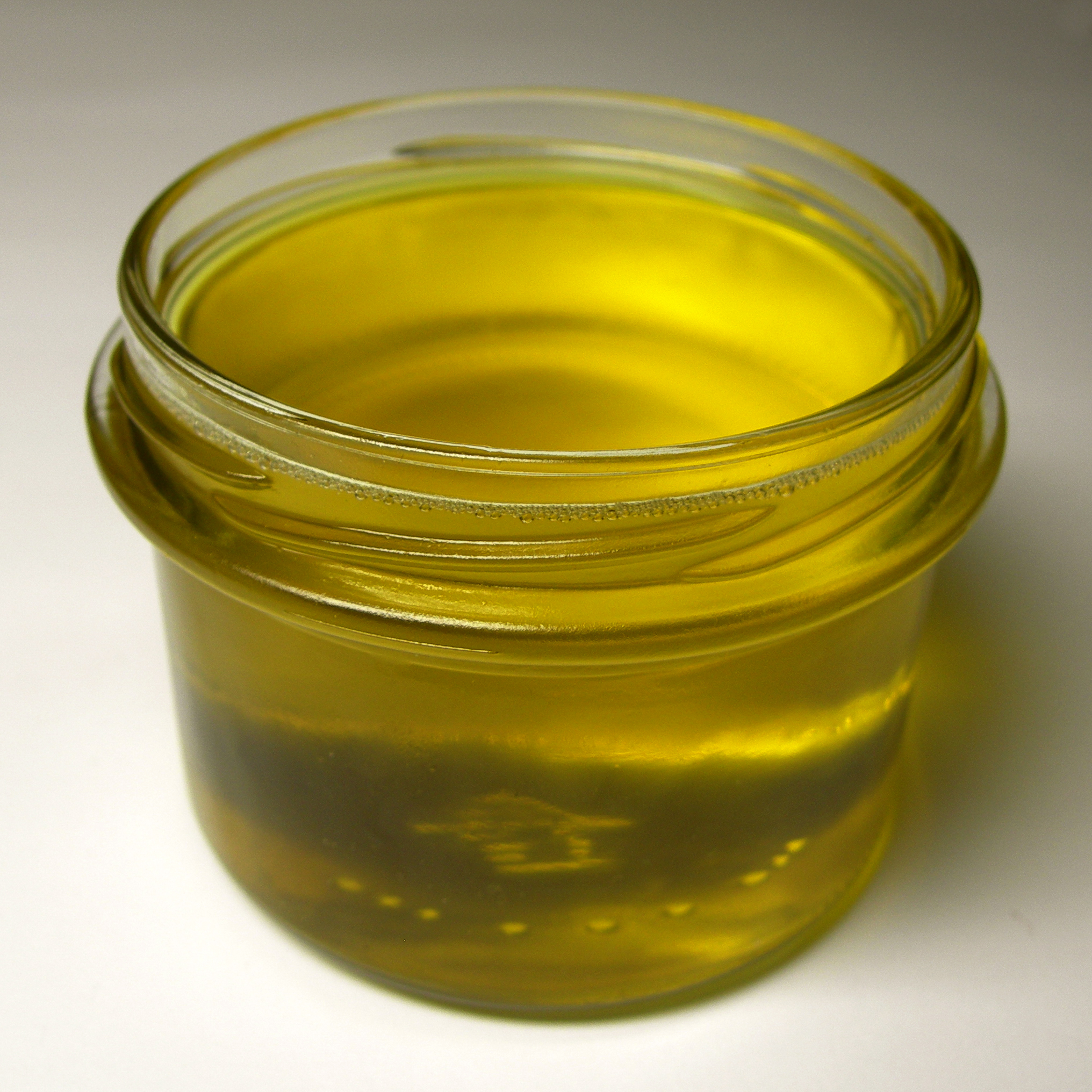
Świeżo sklarowane masło, jeszcze w postaci płynnej

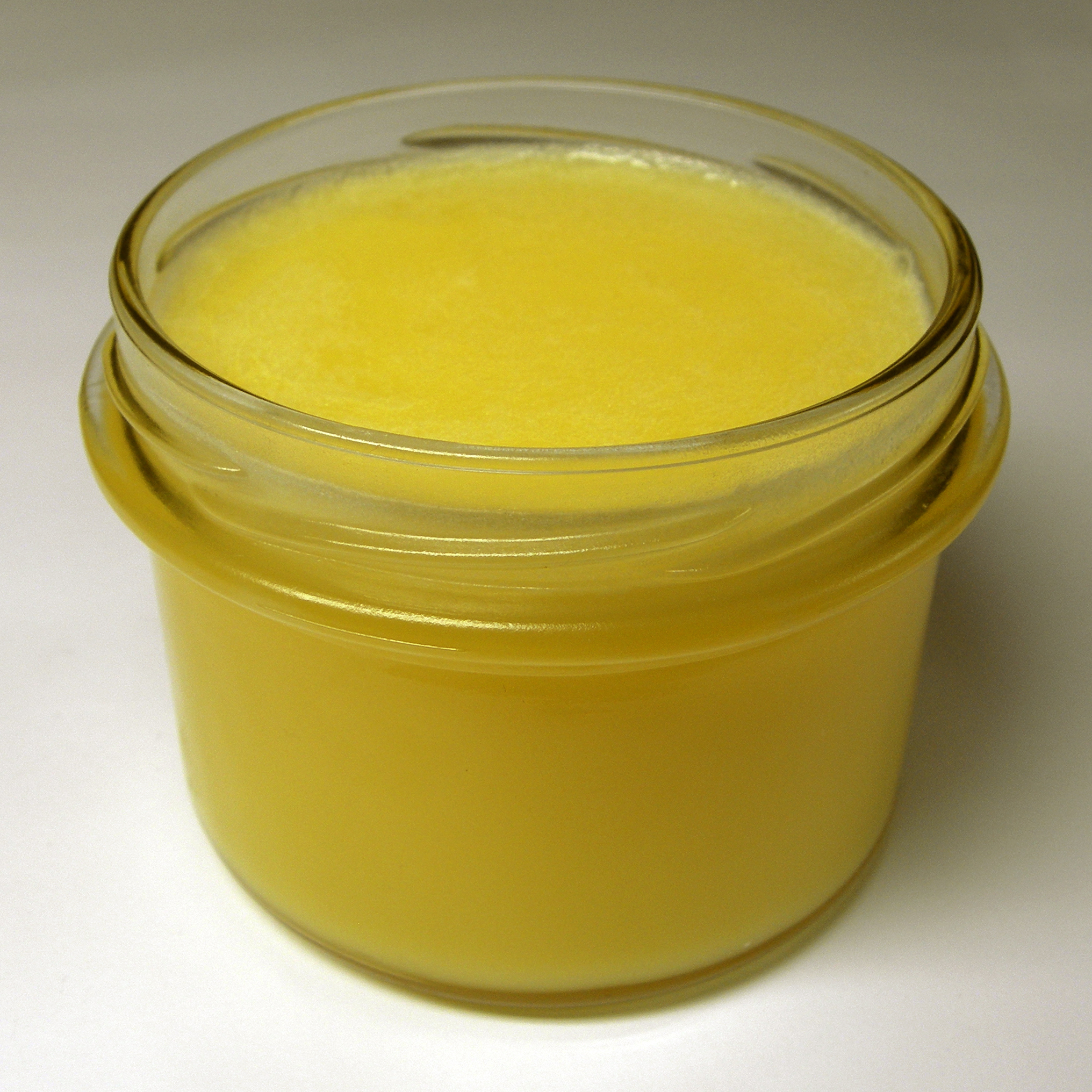
Klarowane masło w pokojowej temperaturze

Masło klarowane – tłuszcz zwierzęcy wytwarzany przez gotowanie masła na małym ogniu i usuwanie (klarowanie) pojawiających się na jego powierzchni szumowin oraz osadów na dnie. Charakteryzuje je złocista barwa, lekko orzechowy aromat i delikatny posmak podkreślający walory potraw. Ma długi okres przydatności do spożycia i może być przechowywane w temperaturze pokojowej. Cechuje się też wysoką temperaturą dymienia, dzięki czemu jest szczególnie przydatne do głębokiego smażenia i pieczenia, a także do gotowania.

## Właściwości i skład
1. Klarowane masło można podgrzewać do znacznie wyższej temperatury niż zwykłe masło, nie obawiając się przypalenia, ponieważ w trakcie klarowania są usuwane domieszki białek, które są odpowiedzialne za stosunkowo niską temperaturę dymienia masła nieoczyszczonego. Dzięki temu doskonale nadaje się do smażenia i frytowania. Punkt dymienia takiego masła, czyli temperatura, przy której tłuszcz zaczyna się rozpadać na glicerol i wolne kwasy tłuszczowe, przez co traci wszelkie właściwości odżywcze, wynosi co najmniej 235 °C. Po jego przekroczeniu powstają akroleiny, które wydzielają się w postaci gryzącego dymu[1].
2. Masło takie jest delikatniejsze i lepiej podkreśla smak potraw oraz tworzy ładną glazurę na potrawach[2].
3. Klarowane masło z powodu niskiej zawartości wody ma znacznie dłuższy okres trwałości niż masło. Okres przechowywania w temperaturze pokojowej wynosi około 9, a w chłodziarce nawet 15 miesięcy. Najlepiej, gdy jest zamknięte w szczelnym pojemniku, gdyż spowalnia to proces utleniania.
4. Sklarowane masło jest prawie czystym tłuszczem i nie zawiera wielu alergenów obecnych w innych produktach mlecznych jak kazeina i laktoza, co czyni je dobrze tolerowanym przez osoby wrażliwe na mleko krowie[3].
5. Masło krystalizuje się w temperaturze pokojowej[4].

W 100 gramach znajduje się ok. 99,5 g tłuszczu, w tym jednonienasycone kwasy tłuszczowe do 29% i 4,6% wielonienasyconych kwasów tłuszczowych. Pozostałe składniki to białko i cholesterol (po ok. 0,25 g), woda (0,2 g), składniki mineralne i witaminy.
| Składnik    | Ilość / 100 g | Jednostka |
| ----------- | ------------- | --------- |
| Kilokaloria | 880           | –         |
| Kilodżul    | 3686          | –         |
| Białko      | 0,25          | g         |
| Tłuszcz     | 99,5          | g         |
| Węglowodany | 0             | g         |
| Alkohol     | 0             | g         |
| Woda        | 0,2           | g         |
| Błonnik     | 0             | g         |
| Cholesterol | 264           | mg        |
| Minerały    | 0,05          | g         |

| Składnik             | Ilość / 100 g | Jednostka |
| -------------------- | ------------- | --------- |
| Witamina A           | 0,85          | mg        |
| Witamina D           | 1,6           | µg        |
| Witamina E aktywna   | 3,6           | mg        |
| Kwas foliowy         | 0             | µg        |
| Witamina B1          | 0             | mg        |
| Witamina B2          | 0             | mg        |
| Witamina B6          | 0,001         | mg        |
| Witamina C           | 0             | mg        |
| a-Tokoferol          | 3,6           | mg        |
| Witamina K           | 8             | µg        |
| Kwas pantotenowy     | 0,01          | mg        |
| Biotyna              | 0             | µg        |
| Witamina B12         | 0             | µg        |
| Retinol (ekwiwalent) | 883           | µg        |
| β-Karoten            | 200           | µg        |
| Niacyna (ekwiwalent) | 60            | µg        |

| Składnik | Ilość / 100 g | Jednostka |
| -------- | ------------- | --------- |
| Sód      | 2             | mg        |
| Potas    | 3             | mg        |
| Magnez   | 1             | mg        |
| Wapń     | 6             | mg        |
| Żelazo   | 0,2           | mg        |
| Fosfor   | 1             | mg        |
| Miedź    | 10            | µg        |
| Cynk     | 0,18          | mg        |
| Chlorki  | 28            | mg        |
| Fluorki  | 30            | µg        |
| Jodki    | 0,5           | µg        |
| Mangan   | 5             | µg        |
| Siarka   | 1000          | µg        |

| Składnik                           | Udział % |
| ---------------------------------- | -------- |
| Kwas masłowy                       | 3,8      |
| Kwas kapronowy                     | 2,5      |
| Kwas kaprylowy                     | 1,4      |
| Kwas kaprynowy                     | 3,0      |
| Kwas laurynowy                     | 3,4      |
| Kwas mirystynowy                   | 10,5     |
| Kwas pentadekanowy                 | 1,1      |
| Kwas palmitynowy                   | 26,5     |
| Kwas margarynowy                   | 0,6      |
| Kwas stearynowy                    | 9,6      |
| Kwas arachidowy                    | 0,2      |
| Kwas oleopalmitynowy               | 1,8      |
| Kwas oleinowy                      | 21,9     |
| Kwas eikozapentaenowy (EPA)        | 0,1      |
| Kwas linolowy                      | 1,8      |
| Kwas α-linolenowy                  | 0,5      |
| Glicerol i lipoidy                 | 5,5      |
|                                    |          |
| Krótkołańcuchowe kwasy tłuszczowe  | 6,4      |
| Średniołańcuchowe kwasy tłuszczowe | 4,4      |
| Długołańcuchowe kwasy tłuszczowe   | 81,0     |
|                                    |          |
| Nasycone kwasy tłuszczowe          | 62,7     |
| Wielonienasycone kwasy tłuszczowe  | 2,3      |
| Jednonienasycone kwasy tłuszczowe  | 26,9     |

## Klarowanie
Proces klarowania polega na usuwaniu z masła białek i innych substancji stałych, które ulegając koagulacji, wytrącają się w podwyższonej temperaturze w postaci białego osadu, pozostawiając sam tłuszcz. Niesolone czyste masło o zawartości tłuszczu 82 procent należy wolno roztopić w garnku, najlepiej o grubym dnie, doprowadzając do wrzenia, aby woda odparowała. Następnie zmniejszyć ogień do minimum i zacząć zbierać z powierzchni roztopionego masła białą pianę, na którą składają się białka i inne naturalne składniki masła nie będące tłuszczami. Stopniowo masło będzie stawać się przezroczyste i nabierze złotego koloru. Trochę ostygnięte przelewa się do słoika, uważając, aby nie przelać pozostałości z dna garnka. Sklarowane masło pozostawia się do stężenia.
Czas klarowania może być różny w zależności od ilości masła i siły ognia. Zazwyczaj proces klarowania trwa około 30 minut lub trochę dłużej. Z 1 kg masła można uzyskać tylko około 700 g czystego tłuszczu.

## Regionalne odmiany
W kuchni indyjskiej i pakistańskiej głównym tłuszczem do przygotowywania posiłków jest ghi (ghee). Proces produkcji w północnych Indiach różni się od stosowanego w południowych Indiach, więc mają różne cechy takie jak smak, właściwości czy okres trwałości. Ghi jest gotowane, dopóki substancje stałe nie ulegną karmelizacji, w wyniku czego nabiera lekko orzechowego posmaku. Niektóre tradycyjne indyjskie ghi wykonuje się z mleka bawołów wodnych i jest bardziej kwaśne.
W kuchni etiopskiej czyste masło klarowane w trakcie gotowania jest doprawiane różnymi przyprawami (czosnek, imbir, kminek, kolendra, kurkuma, kardamon, cynamon i gałka muszkatołowa). Następnie ciekłe masło jest filtrowane. Takie masło nazywa się tam Nitir Kibe i jest wykorzystywane w tradycyjnym przygotowywaniu potraw metodą sauté.
Na Bliskim Wschodzie w krajach arabskich masło klarowane znane jest jako samna.

## Zastosowanie
Masło klarowane znajduje wszechstronne zastosowanie w przygotowywaniu potraw. Można go używać do smażenia mięsa, ryb, jaj, warzyw. Do smażenia potraw robionych na bazie mąki takich jak naleśniki, faworki czy pączki. Do pieczenia ciast i do przyrządzania sosów.
W przeszłości w tłusty czwartek smażono pączki na klarowanym maśle, od czego wzięło się powiedzenie „żyć jak pączek w maśle”.